# ویروس توتال
ویروس توتال یک وب‌گاه رایگان برای بررسی فایل‌ها از نظر آلوده بودن به بدافزارها می‌باشد. دراین وب‌گاه از 70 ضدویروس مختلف برای اسکن کردن فایل‌ها استفاده می‌گردد و می‌توان فایل‌ها را از طریق وب‌گاه بارگذاری یا از طریق رایانامه برای آن ارسال کرد. با استفاده از ضدویروس‌های مختلفی که توسط این وب‌گاه مورد استفاده قرار می‌گیرد کاربرانی که تنها از یک ضدویروس در رایانه خود بهره می‌برند می‌توانند به نتایج بهتری در مورد وضعیت فایل‌های مشکوک خود دست یابند چون که ممکن است ضدویروس آنها در شناخت بدافزارها ناتوان باشد یا اینکه یک فایل سالم را بعنوان فایل مخرب شناسایی کند. مهمترین عیب این سرویس این است که فقط توانایی اسکن فایل‌های ارسال شده را دارد و کل سیستم کاربر را نمی‌تواند بررسی نماید. این وب‌گاه در سال ۲۰۰۷ توسط مجله PC World بعنوان یکی از صد محصول برتر رایانه‌ای شناخته شد.

## لیست ضدویروس‌ها

### Antivirus Engines Used
- AhnLab (V3)
- Antiy Labs (Antiy-AVL)
- eSafe
- Avast!
- اوتنتیوم Command Antivirus
- AVG
- آویرا AntiVir
- بیت‌دیفندر
- Quick Heal
- ضدویروس کلم
- Comodo
- سی‌ای تکنولوژیز Vet
- دکتر وب
- ای‌اسکوارد
- ناد۳۲
- FortiGate
- F-Prot
- اف‌سکیور
- جی دیتا
- Hacksoft (The Hacker)
- Hauri (ViRobot)
- Ikarus Software (Ikarus)
- INCA Internet (nProtect)
- Jiangmin
- K7 Computing (K7AntiVirus)
- کاسپرسکی (شرکت)
- مک‌آفی (شرکت) (VirusScan)
- مایکروسافت (Malware Protection)
- Norman Antivirus
- پاندا سکیوریتی (Panda Platinum)
- PC Tools
- Prevx (Prevx1)
- Rising Antivirus
- Secure Computing (SecureWeb)
- Sophos (SAV)
- Sunbelt Software  (Antivirus)
- ضدویروس نورتون
- ترند میکرو
- وی‌بی‌ای۳۲ (VBA32)
- VoipBuster[۱]